# Трговина људима у Анголи
Ангола је ратификовала Протокол УН-а о трговини људима из 2000. године у септембру 2014. године.
Ангола је земља порекла и одредишта за мушкарце, жене и децу који су били изложени трговини људима, посебно условима присилне проституције и принудног рада. На унутрашњем плану, жртве трговине људима су присиљене да раде у пољопривреди, грађевинарству, кућном послу и наводно у занатским рудницима дијаманата. Жене и деца из Анголе чешће постају жртве интерне, а не транснационалне сексуалне трговине. Женама и децом се тргује у Јужну Африку, Демократску Републику Конго (ДРЦ), Намибију и европске нације, првенствено Португал. Трговци људима одводе дечаке у Намибију на принудни рад у сточарству. Деца су такође приморана да делују као курири у илегалној прекограничној трговини између Намибије и Анголе као део шеме за смањење увозних такси. Илегални мигранти из ДРЦ-а добровољно улазе у округе за рударење дијаманата у Анголи, где су неки касније наводно подвргнути принудном раду или проституцији у рударским камповима.
Влада Анголе улаже значајне напоре у борби против трговине људима. Влада је образовала јавност о опасностима трговине људима у Анголи, изменила је свој Устав како би се изричито забранила трговина људима и задржала ниво финансирања активности против трговине људима упркос значајном паду националних прихода и накнадним резовима националног буџета. Влада је предузела неке проактивне кораке да спречи трговину људима током међународног фудбалског турнира, идентификовала је жртве трговине људима, обучила је више истражитеља и агената за борбу против трговине људима и повећала спровођење на кључним граничним прелазима трговине људима. Преступници трговине људима, међутим, ретко су, ако и икада, кривично гоњени, а услуге за жртве остају минималне.
Канцеларија Стејт департмента за праћење и борбу против трговине људима ставила је земљу у „Ниво 2“ 2017. године и 2023. године.
У 2023. години, Индекс организованог криминала дао је земљи оцену 6 од 10 за трговину људима, примећујући виши ниво овог злочина и неефикасну помоћ жртвама.

## Кривично гоњење
Ангола нема закон који изричито забрањује све облике трговине људима, иако нови Устав проглашен 5. фебруара 2010. године забрањује трговину људима и органима. Кривични закон још увек није измењен како би се ове одредбе одражавале на начин који би омогућио службеним лицима да их спроводе против преступника трговине људима. Чланови 390-395 Кривичног законика забрањују принудну проституцију и присилни или обвезнички рад, прописујући казне од две до осам година затвора, које су сразмерне казнама прописаним за друга тешка дела. Статистички подаци о истрагама или кривичним пресудама нису доступни јавности. Влада је ојачала своје партнерство са Међународном организацијом за миграције, преко које је обезбедила обуку полицајаца, службеника за спровођење закона, тужилаца, невладиних организација и заинтересованих страна о свести о трговини људима и ефикасним мерама за борбу против трговине људима. На локалном нивоу, полицијски и војни званичници су умешани у омогућавање илегалног уласка странаца у провинције Лунда Север и Лунда Југ за рударство дијаманата, од којих су неки наводно постали жртве принудног рада или проституције у рударским камповима. Заједничка канцеларија УН за људска права известила је у мају 2009. године да су конгоански званичници разбили ланац трговине људима који је "продао" више од 30 тргованих жена и девојака анголском војном особљу у провинцији Кабинда. Упркос томе, нису пријављене истраге или кривично гоњење званичника због саучесништва у трговини људима.

## Заштита
Влада Анголе је уложила скромне напоре да осигура да жртве трговине људима добију приступ помоћи. Влада се и даље у великој мери ослања на верско, цивилно друштво и међународне организације у заштити и помоћи жртвама трговине људима; власти су идентификовале и упутиле 33 жртве трговине људима на рад пружаоцима неге у последња три месеца 2009. НВО-и приписују овом недавном повећању броја идентификованих жртава већу свест јавности и боље извештавање, пре него повећање појаве трговине људима у Анголи . У партнерству са Уницеф-ом, Владин Национални савет за децу (ИНАЦ) наставио је са радом 18 мрежа за заштиту деце (ЦПН), које служе као кризни „СОС центри“ за жртве трговине људима и других кривичних дела узраста од 9 до 16 година. нису биле доступне очигледне услуге за жртве за децу жртве млађу од девет година. ЦПН-ови су нудили услуге спасавања, здравствену, правну и социјалну помоћ и спајање породице. Владино особље упутило је неодређени број осумњичених жртава старијих од 16 година у склоништа и услуге које пружа Организација жена Анголе (ОМА), невладина организација која добија подршку владе. Особље органа за спровођење закона, имиграције и социјалних служби нема формални систем проактивне идентификације жртава трговине међу високоризичним особама са којима долазе у контакт. Влада не нуди жртвама дугорочну помоћ, нити нуди привремени или стални боравак страним жртвама трговине људима. Нацрт закона о борби против трговине људима тренутно укључује одредбе којима се страним жртвама трговине људима пружа иста врста социјалне помоћи, боравка и правне заштите која се пружа тражиоцима азила. Према закону Анголе, жртве трговине људима могу да поднесу кривичне пријаве против трговаца људима, али не могу да траже одштету. Закон, међутим, предвиђа компензацију жртвама принудног или дужничког рада. Важећи закони не пружају правне алтернативе удаљавању страних жртава у земље у којима се могу суочити са тешкоћама или одмаздом, или ослобађањем од кривичног гоњења за злочине почињене као директан резултат трговине људима.

## Превенција
Влада Анголе је уложила скромне напоре да спречи трговину људима. Високо позиционирано Министарство унутрашњих послова (МОИ) и други званичници дали су јавне изјаве осуђујући трговину људима и подигли свест о том питању. У октобру 2009, влада је спровела и делимично финансирала, у договору са ИОМ-ом, националну конференцију о спречавању трговине људима у оквиру припрема за фудбалски турнир Афричког купа нација 2010 (ЦАН 2010), чији је Ангола била домаћин јануара 2010. Министарство унутрашњих послова, у партнерству са ИОМ-ом, водио је кампању подизања свести јавности са темом фудбала под називом „Сбаци црвену заставу о трговини људима“, са флајерима и билбордима на португалском, енглеском и француском. МУП је ангажовао консултанта из приватног сектора да помогне у развоју своје стратегије за борбу против трговине људима за ЦАН 2010, и затражио је техничку помоћ од Интерпола и влада Немачке, Португала, Бразила и Јужне Африке. МУП је такође координирао са ИОМ-ом како би пружио обуку о борби против трговине људима за службенике ИНАЦ-а и министарстава Министарства социјалне помоћи и реинтеграције, правде и спољних послова. У партнерству са ИОМ-ом и Амбасадом Норвешке у Луанди, МУП је финансирао и дистрибуирао памфлете за подизање свести о трговини људима намењене угроженим групама становништва. Удружење жена полицајаца обучило је друге полицајце да препознају трговце децом и експлоататоре у припреми за игре ЦАН 2010. Као део своје кампање против трговине људима током ЦАН 2010, влада је уложила одређене напоре да смањи потражњу за комерцијалним сексуалним чиновима, посебно дечјом проституцијом. Ангола није потписница Протокола УН из 2000. године о спречавању, сузбијању и кажњавању трговине људима, посебно женама и децом.